# 180 nanòmetres
| Tecnologia | Any  |
| ---------- | ---- |
| 10 um      | 1971 |
| 6 um       | 1974 |
| 3 um       | 1977 |
| 1,5 um     | 1982 |
| 1 um       | 1985 |
| 800 nm     | 1898 |
| 600 nm     | 1994 |
| 350 nm     | 1995 |
| 250 nm     | 1997 |
| 180 nm     | 1999 |
| 130 nm     | 2001 |
| 90 nm      | 2004 |
| 65 nm      | 2006 |
| 45 nm      | 2008 |
| 32 nm      | 2010 |
| 22 nm      | 2012 |
| 14 nm      | 2014 |
| 10 nm      | 2017 |
| 7 nm       | 2018 |
| 5 nm       | 2020 |

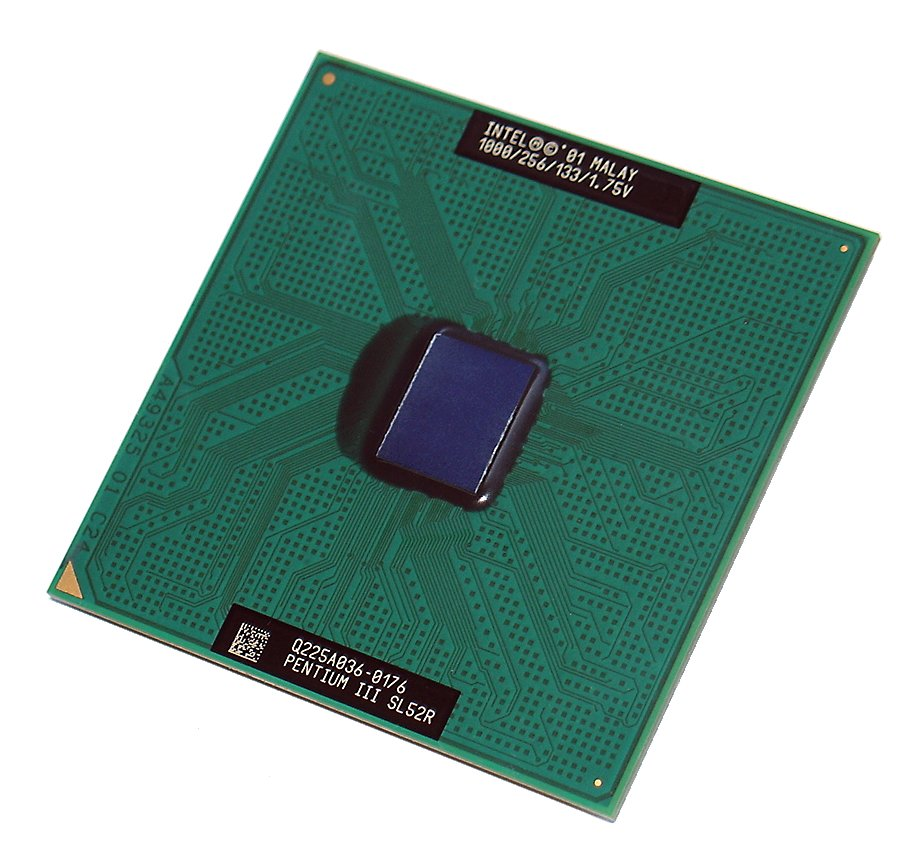
Fig.1 Exemple de tecnologia de 180 nm : Intel Coppermine

180 nanòmetres (180 nm) és una tecnologia de fabricació de semiconductors en què els components tenen una dimensió de 180 nm. És una millora de la tecnologia de 250 nm. La llei de Moore diu que la superfície és redueix a la meitat cada 2 anys, per tant el costat del quadrat de la nova tecnologia serà de {\displaystyle 180\simeq {\frac {250}{\sqrt {2}}}}. Sabent que els àtoms de silici tenen una distància entre ells de 0,543 nm, llavors el transistor té de l'ordre de 331 àtoms de llargada.

## Tecnologia emprada
Aquesta tecnologia va ser la primera on la longitud de porta dels transistors (180 nm) era més curta que la llum utilitzada en la litografia (193 nm).
Tecnologia de litografia millorada.

## Processadors
| Fabricant | Data | CPU                | Notes |
| --------- | ---- | ------------------ | ----- |
| Intel     | 1999 | Coppermine         |       |
| AMD       | 2000 | Athlon Thunderbird |       |
| Intel     | 2002 | Celeron            |       |
| Motorola  | 2002 | PowerPC 7445, 7455 |       |

| Fabricant                | Intel    | Intel    | Fujitsu  | Fujitsu  | TSMC     | TSMC     | Motorola   | Motorola   | IBM      | IBM      | NEC   | NEC      | Samsung | Samsung  | TI    | TI       | TI    | TI       | AMD   | AMD      |
| ------------------------ | -------- | -------- | -------- | -------- | -------- | -------- | ---------- | ---------- | -------- | -------- | ----- | -------- | ------- | -------- | ----- | -------- | ----- | -------- | ----- | -------- |
| Nom del procés           | P858     | P858     | CS-80    | CS-80    |          |          | HiPerMOS 6 | HiPerMOS 6 | CMOS-8S3 | CMOS-8S3 |       |          |         |          | C07a  | C07a     | GS30  | GS30     |       |          |
| Primera producció        | 1999     | 1999     | 2000     | 2000     | 2000     | 2000     | 2000       | 2000       | 1998     | 1998     | 2000  | 2000     | 2001    | 2001     |       |          | 2000  | 2000     | 1999  | 1999     |
| Capes de Metal           | 7        | 7        | 6        | 6        | 6        | 6        | 7          | 7          | 7        | 7        |       |          |         |          | 6     | 6        | 5     | 5        |       |          |
|                          | Value    | 250 nm Δ | Value    | 250 nm Δ | Value    | 250 nm Δ | Value      | 220 nm Δ   | Value    | 250 nm Δ | Value | 250 nm Δ | Value   | 250 nm Δ | Value | 250 nm Δ | Value | 250 nm Δ | Value | 250 nm Δ |
| Pas de contacte de porta | 480 nm   | 0.96x    | ? nm     | ?x       | ? nm     | ?x       | ? nm       | ?x         | ? nm     | ?x       | ? nm  | ?x       | ? nm    | ?x       | ? nm  | ?x       | ? nm  | ?x       | ? nm  | ?x       |
| Pas de connexió          | 500 nm   | 0.82x    | ? nm     | ?x       | ? nm     | ?x       | ? nm       | ?x         | ? nm     | ?x       | ? nm  | ?x       | ? nm    | ?x       | ? nm  | ?x       | ? nm  | ?x       | ? nm  | ?x       |
| Cel·lula 1 bit de RAM    | 5.59 µm² | 0.54x    | 4.18 µm² | ?x       | 4.65 µm² | 0.62x    | ? µm²      | ?x         | ? µm²    | ?x       | ? µm² | ?x       | ? µm²   | ?x       | ? µm² | ?x       | ? µm² | ?x       | ? µm² | ?x       |